# Dylan Mbayo
Dylan Mbayo (11 ottobre 2001) è un calciatore belga, attaccante del PEC Zwolle.

## Biografia
È figlio di Marcel Mbayo, ex calciatore della nazionale congolese.

## Carriera

### Club
Cresciuto nel settore giovanile del Lokeren, debutta in prima squadra il 10 marzo 2019 in occasione dell'incontro di Pro League perso 1-0 contro il Genk. Dopo la retrocessione del club gioca i primi incontri della stagione successiva salvo trasferirsi al Genk gli ultimi giorni di mercato.
Rimane fra le file dei Buffalo's per due stagioni collezionando 11 presenze e due reti; il 3 agosto 2021 passa a titolo definitivo al Kortrijk.

### Nazionale
Ha giocato nelle nazionali giovanili belghe Under-18 ed Under-19.

## Statistiche
Statistiche aggiornate al 17 dicembre 2021.

### Presenze e reti nei club
| Stagione        | Squadra         | Campionato      | Campionato | Campionato | Coppe nazionali | Coppe nazionali | Coppe nazionali | Coppe continentali | Coppe continentali | Coppe continentali | Altre coppe | Altre coppe | Altre coppe | Totale | Totale | Totale |
| Stagione        | Squadra         | Comp            | Pres       | Reti       | Comp            | Pres            | Reti            | Comp               | Pres               | Reti               | Comp        | Pres        | Reti        | Pres   | Reti   |        |
| --------------- | --------------- | --------------- | ---------- | ---------- | --------------- | --------------- | --------------- | ------------------ | ------------------ | ------------------ | ----------- | ----------- | ----------- | ------ | ------ | ------ |
| 2018-2019       | Lokeren         | D1              | 2          | 0          | CB              | 0               | 0               |                    | -                  | -                  |             | -           | -           | 2      | 0      |        |
| ago. 2019       | Lokeren         | D2              | 4          | 1          | CB              | 1               | 0               |                    | -                  | -                  |             | -           | -           | 5      | 1      |        |
| 2019-2020       | Gent            | D1              | 4          | 0          | CB              | 2               | 1               |                    | -                  | -                  |             | -           | -           | 6      | 1      |        |
| 2020-2021       | Gent            | D1              | 4          | 0          | CB              | 1               | 1               | UCL+UEL            | 0                  | 0                  |             | -           | -           | 5      | 1      |        |
| 2021-2022       | Kortrijk        | D1              | 15         | 0          | CB              | 2               | 0               |                    | -                  | -                  |             | -           | -           | 17     | 0      |        |
| Totale carriera | Totale carriera | Totale carriera | 29         | 1          |                 | 6               | 2               |                    | 0                  | 0                  |             | -           | -           | 35     | 3      |        |